# Ein Kerem

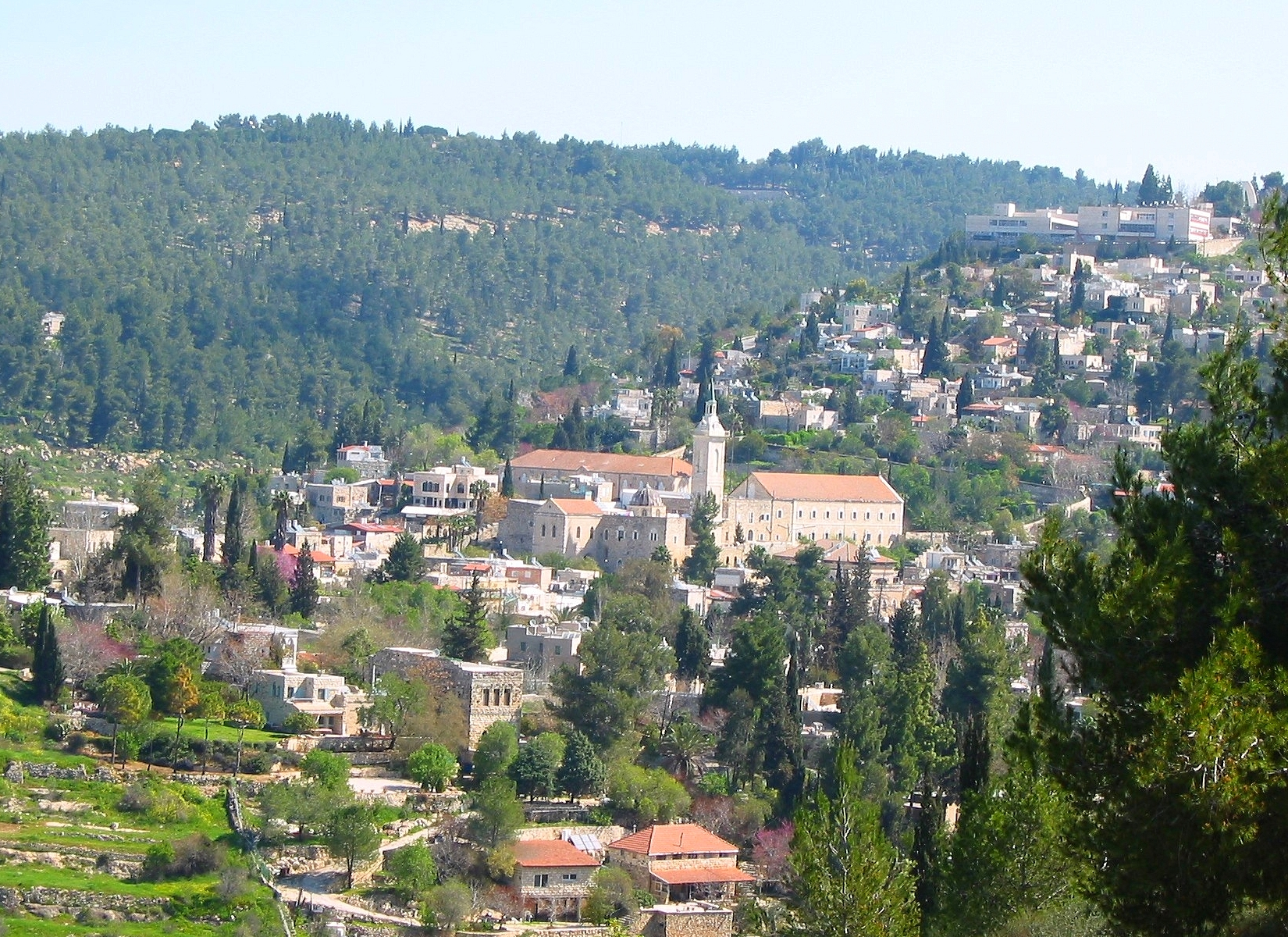
Ein Kerem, ninhada entre as montanhas, com igrejas e casinhas pitorescas. Ao lado de Ein Kerem situa-se o hospital universitário Hadassa ein-kerem, centro de medicina de renome mundial, e a faculdade de medicina da Universidade Hebraica de Jerusalém.

Ein Kerem (em árabe:  عين كارم, em hebraico:   עין כרם) é um bairro em Jerusalém Ocidental, atual Israel. É o local onde João Batista nasceu e passava a sua infância. Um lugar importante deste bairro é a nascente da Santíssima Virgem Maria, que passou três meses com a sua parenta Santa Isabel.